# Instytut Matematyki Uniwersytetu Rzeszowskiego
Instytut Matematyki Uniwersytetu Rzeszowskiego (IM UR) – jednostka dydaktyczno-naukowa należąca do struktur Wydziału Matematyczno-Przyrodniczego Uniwersytetu Rzeszowskiego działająca w latach 1981-2013, oraz ponownie od roku akademickiego 2019/2020. Powstała z przekształcenia dotychczasowej Katedry Matematyki, której początki sięgają lat 60. XX wieku. Instytut został zlikwidowany w związku z usamodzielnieniem się wchodzących w jego skład katedr. W jego skład wchodziły 3 katedry. Prowadził działalność dydaktyczną i badawczą związaną z równaniami funkcyjnymi, równaniami i nierównościami różniczkowymi, uogólnieniami funkcji wypukłych, analizą funkcjonalną, strukturami zbieżnościowymi, teorią funkcji uogólnionych, geometryczną teorią funkcji jednolistnych, analizą eksperymentów statystycznych, relacjami rozmytymi, algebrą zbiorów rozmytych oraz dydaktyką i historią matematyki. Instytut kształci studentów na kierunku matematyka. W roku akademickim 2012/2013 na instytucie kształciło się 547 studentów w trybie dziennym (429) oraz trybie zaocznym (118), a także 50 słuchaczy studiów podyplomowych. 

## Historia

### Początki studiów matematycznych
Początki Instytutu Matematyki Uniwersytetu Rzeszowskiego związane są z powołaniem do życia 16 lipca 1962 roku Punktu Konsultacyjnego w Rzeszowie Wyższej Szkoły Pedagogicznej w Krakowie z dwoma kierunkami: filologią polską oraz matematyką. Studia zaoczne na kierunku matematyka rozpoczęło wówczas ponad 40 nauczycieli pracujących głównie w województwie rzeszowskim. Organizacją studiów zajmował się mgr Tadeusz Rumak, który był również opiekunem roku. 5 listopada 1963 roku zainaugurowano działalność Studium Terenowego krakowskiej WSP, gdzie podjęto studia dzienne.
Przekształcenie Studium Terenowego WSP w Krakowie w samodzielną Wyższą Szkołę Pedagogiczną w Rzeszowie miało miejsce 1 października 1965 roku. Wśród jej jednostek organizacyjnych znalazł się Zakład Matematyki, który zorganizował dr Stanisław Złonkiewicz. Zakład ten został w 1966 roku przekształcony w Katedrę Matematyki. W tym czasie pozyskano także nauczycieli akademickich z innych uczelni w kraju w tym z Politechniki Łódzkiej i Wyższej Szkoły Pedagogicznej w Katowicach.
W roku akademickim 2013/2014 w Instytucie Matematyki zatrudnionych było 46 pracowników naukowo-dydaktycznych, w tym 6 z tytułem profesora i na stanowisku profesora zwyczajnego, 7 na stanowisku profesora nadzwyczajnego ze stopniem doktora habilitowanego, 26 adiunktów ze stopniem doktora oraz 7 asystentów z tytułem magistra. Pracownicy naukowi instytutu zajmowali też często najważniejsze stanowiska w hierarchii uniwersyteckiej – rektorów oraz prorektorów, wielokrotnie obejmowali też funkcję dziekanów na swoim wydziale.

### Rozwój Katedry a następnie Instytutu Matematyki
W Katedrze Matematyki zostały utworzone trzy zakłady: 
- Zakład Algebry i Geometrii (kierownik: dr Stanisław Złonkiewicz)
- Zakład Analizy Matematycznej (kierownik : dr Kazimierz Zima)
- Zakład Metodyki Nauczania Matematyki (kierownik: dr [adeusz Rumak)

W 1976 roku Zakład Metodyki Nauczania Matematyki został przekształcony w Zakład Dydaktyki Matematyki, co wiązało się ze znacznym rozszerzeniem problematyki badawczej. 
1 października 1981 roku Katedra Matematyki została przekształcona w Instytut Matematyki. Pięć lat później utworzony został kolejny zakład - Zakład Informatyki, którego kierownikiem został dr Zbigniew Suraj. W związku z utworzeniem na mocy ustawy Sejmu z dnia 7 czerwca 2001 roku Uniwersytetu Rzeszowskiego od 1 września 2001 roku instytut rozpoczął funkcjonowanie w ramach nowo powstałego uniwersytetu.
Od 2009 roku rozpoczęto współpracę z Katedrą Matematyki Politechniki Rzeszowskiej, której efektem są odbywające się naprzemiennie co miesiąc wspólne wykłady naukowe pracowników obu placówek. W roku akademickim 2009/2010 powstał Zakład Analizy Wypukłej, którego kierownikiem został prof. dr hab. Józef Tabor, zaś kierownictwo Zakładu Równań Funkcyjnych powierzono dr hab. Jackowi Chudziakowi, zaś 1 lutego 2011 roku została powołana Pracownia Klas Akademickich, której kierownictwo objął dr Stanisław Domoradzki.
W roku akademickim 2012/2013 zniesiono dotychczasowe zakłady, tworząc w ich miejsce 3 katedry: Katedrę Analizy Funkcjonalnej, Katedrę Metod Algebraicznych i Przybliżonych oraz Katedrę Równań Różniczkowych i Statystyki. Zgodnie z zarządzeniem rektora Uniwersytetu Rzeszowskiego 1 listopada 2013 roku uległy likwidacji wszystkie instytuty i zakłady wchodzące w skład Wydziału Matematyczno-Przyrodniczego. Tym samym usamodzielniono katedry wchodzące dotychczas w skład Instytutu Matematyki.
Od roku akademickiego 2019/2020, wskutek zarządzenia Rektora UR, Instytut został przywrócony jako jednostka organizacyjna Kolegium Nauk Przyrodniczych Uniwersytetu Rzeszowskiego.

## Poczet kierowników i dyrektorów
Zakład Matematyki
1. dr Stanisław Złonkiewicz (1965–1966)

Katedra Matematyki
1. dr Stanisław Złonkiewicz (1966–1981)

Instytut Matematyki
1. prof. dr hab. Stanisław Midura (1981–1999)
2. prof. dr hab. Józef Tabor (1999–2006)
3. dr hab. Józef Drewniak (2006–2013)
4. prof. dr hab. Wiesław Śliwa (2019–2020)
5. dr hab. Jacek Chudziak (od 2020)

## Władze Instytutu
W kadencji 2020–2024:
| Stanowisko         | Imię i nazwisko        |
| ------------------ | ---------------------- |
| Dyrektor           | dr hab. Jacek Chudziak |
| Zastępca Dyrektora | dr Edyta Trybucka      |

## Struktura organizacyjna

### Zakład Analizy Funkcjonalnej
Samodzielni pracownicy naukowi:
- prof. dr hab. Wiesław Śliwa – kierownik Zakładu
- prof. dr hab. Mychajło Zariczny

### Zakład Analizy Zespolonej
Samodzielni pracownicy naukowi:
- dr hab. Jacek Dziok – kierownik Zakładu
- prof. dr hab. Ołeh Łopuszański
- dr hab. Rostyslav Hryniv
- dr hab. Stanisława Kanas
- dr hab. Janusz Sokół

### Zakład Matematyki Stosowanej
Samodzielni pracownicy naukowi:
- dr hab. Mirosława Zima – kierownik Zakładu

### Zakład Równań Funkcyjnych
Samodzielni pracownicy naukowi:
- dr Ewa Rak – kierownik Zakładu
- dr hab. Jacek Chudziak

## Kierunki kształcenia
W Instytucie Matematyki Uniwersytetu Rzeszowskiego prowadzone są studia na kierunku matematyka. Oferowane są studia dzienne i zaoczne. Studia pierwszego stopnia trwają 3 lata i kończą się uzyskaniem tytułu zawodowego licencjata o następujących specjalnościach: nauczycielska - nauczanie matematyki i informatyki oraz zastosowania matematyki w finansach i bankowości:
Po ukończeniu studiów licencjackich ich absolwenci mogą kontynuować naukę na studiach drugiego stopnia (magisterskich uzupełniających), które trwają 2 lata i kończą się uzyskaniem dyplomu magistra o specjalnościach: nauczycielska - nauczanie matematyki, zastosowania matematyki w finansach i bankowości oraz matematyka ubezpieczeniowa.
Prowadzone są także studia podyplomowe dla nauczycieli chcących uczyć matematyki.